# Омуралиев, Таалайбек Барыктабасович
Таалайбек Барыктабасович Омуралиев (кирг. Таалайбек Барыктабас уулу Өмүралиев) — киргизский военачальник. Министр обороны Киргизской Республики с 4 февраля по 6 сентября 2021 года и с декабря 2011 по апрель 2014 года, генерал-майор (2011), генерал-лейтенант (2021).

## Биография
Таалайбек Омуралиев родился 2 мая 1965 года в селе Кочкорка Кочкорского района Нарынской области.
С 1982 по 1986 годы обучался в Алма-Атинском высшем общевойсковом командном училище имени маршала бронетанковых войск Конева.
По окончании училища с сентября 1986 по май 1987 года проходил службу в должности командира мотострелкового взвода в Забайкальском военном округе.
Май 1987 — сентябрь 1988 — проходил службу в должности командира мотострелкового взвода, а после гранатомётного взвода мотострелкового полка в составе Ограниченного контингента советских войск в Афганистане. Принимал участие в боевых действиях.
Декабрь 1988 — сентябрь 1989  – командир пулемётного взвода отдельного пулемётно-артиллерийского батальона Забайкальского военного округа.
Сентября 1989 — июль 1993 – командир пулемётной роты пулемётно-артиллерийского полка, пулемётно-артиллерийской дивизии Забайкальского военного округа.
Июль 1993 — декабрь 1994 – командир мотострелкового батальона 282-го гвардейского мотострелкового полка 8-й гвардейской мотострелковой дивизии в селе Кой-Таш Чуйской области.
В годы гражданской войны в Таджикистане, командовал сводным пограничным батальоном от Вооружённых сил Киргизской Республики по охране таджико-афганской границы.
Декабрь 1994 — август 1997 – командир дисциплинарного батальона в городе Бишкек.
Летом и осенью 1999 года Омуралиев Таалайбек принимал непосредственное участие в ликвидации боевиков Исламского движения Узбекистана, проникших в южные районы Кыргызстана.
Август — октябрь 2000 – начальник штаба – заместитель командира горной мотострелковой бригады в городе Ош.
В 2000 году окончил Военную академию имени Фрунзе.
Октябрь 2000 — июнь 2002 – командир части пограничной службы в городе Исфана Баткенской области.
Июнь 2002 — март 2003 – командир Ошского пограничного отряда.
Март 2003 — август 2004 – командир 25-й бригады специального назначения «Скорпион».
Август 2004 — октябрь 2005 – начальник штаба – первый заместитель командующего Южной группировки войск.
Октябрь 2005 — март 2006 – заместитель начальника Бишкекского высшего военного училища Вооружённых сил Киргизской Республики.
Март — август 2006 года –  начальник отдела – заместитель начальника управления службы войск и безопасности военной службы Главного штаба Вооружённых Сил.
Август 2006 — ноябрь 2007 – начальник управления боевой подготовки Министерства обороны Киргизской Республики.
Декабрь 2007 — август 2008 — заместитель начальника  училища по учебной и научной работе в Бишкекском высшем военном училище.
Июль — ноябрь 2009 – командующий Южной группировкой войск.
В 2009 году окончил Военную академию Генерального штаба Вооружённых сил Российской Федерации.
Ноябрь 2009 — июль 2010 – заместитель министра обороны Киргизской Республики. Руководил войсковой операцией по ликвидации межнационального конфликта в Оше летом 2010 года.
Июль 2010 — декабрь 2011 – начальник Главного штаба Вооружённых сил Киргизской Республики — первый заместитель министра обороны.
26 декабря 2011 — 4 апреля 2014 – министр обороны Киргизской Республики.

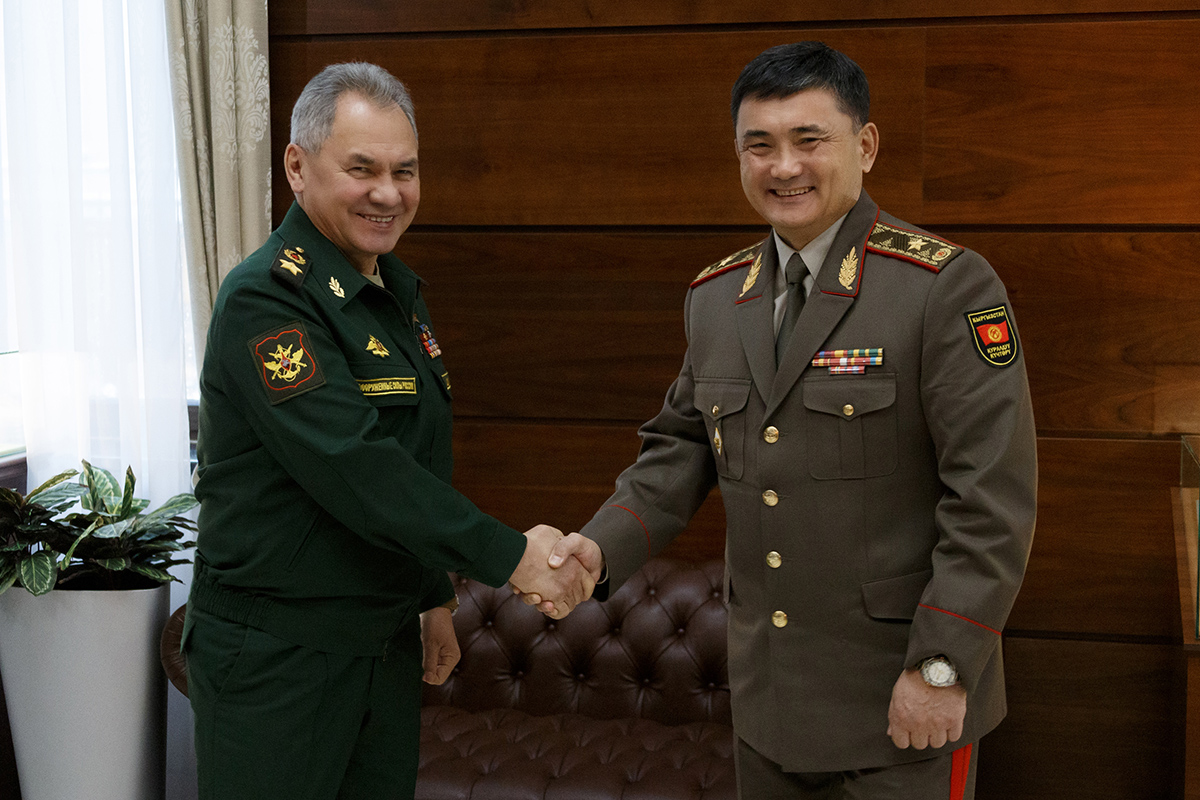
Встреча министра обороны России Сергея Шойгу с министром обороны Кыргызстана Таалайбеком Омуралиевым
Москва, 25 февраля 2021 года

В 2014 году Военная прокуратура Киргизской Республики осуществила проверку распределения служебных квартир военнослужащим Министерства обороны и Генерального штаба Вооружённых сил. По её результатам надзорный орган вынес обвинения в адрес Омуралиева Таалайбека по статьям «Злоупотребление должностным положением», «Служебный подлог» и «Халатность». В декабре 2017 года Первомайский районный суд Бишкека вынес судебное решение о лишении Омуралиева генеральского звание и наложения крупного штрафа.
В июне 2017 года Судебная коллегия по уголовным делам Бишкекского городского суда пересмотрела предыдущее судебное решение, оставила Омуралиеву генеральское звание, но оштрафовала его на 5 миллионов сомов.
Верховный суд отменил это решение и направил уголовное дело в отношении Омуралиева на новое рассмотрение в первую инстанцию. В итоге Омуралиев был полностью оправдан
В октябре 2020 года назначен начальником Генерального штаба Вооружённых сил Киргизской Республики. 4 февраля 2021 года назначен министром обороны Киргизской Республики.
6 сентября 2021 года оставил пост.

## Награды
- Орден Красной Звезды,
- Медаль «За безупречную службу» I степени (кирг. Күжүрмөн кызмат өтөгөндүгү үчүн),
- Медали СССР,
- Медали КР.

## Семья
Женат. Воспитывает сына.